# 1-Indanon
1-Indanon (IUPAC) ist eine chemische Verbindung aus der Gruppe der aromatischen cyclischen Ketone.

## Vorkommen
1-Indanon ist ein Oxidationsprodukt von Indan, einem Bestandteil von Kraftstoffen, Lösungsmitteln und Lacken. Es ist auch ein Metabolit von Thalidomid. Die Verbindung wurde auch in Zigarettenrauch nachgewiesen.

## Gewinnung und Darstellung
1-Indanon kann durch Oxidation von Indan oder Inden gewonnen werden. Die Verbindung kann auch durch intramolekulare Friedel-Crafts-Acylierung aus 3-Phenylpropionsäurechlorid gewonnen werden.

## Eigenschaften
1-Indanon ist ein hellgelber geruchloser Feststoff, der schwer löslich in Wasser ist. Er besitzt eine monokline Kristallstruktur mit der Raumgruppe P21/c (Raumgruppen-Nr. 14).

## Verwendung
1-Indanon kann als Zwischenprodukt zur Herstellung von Arzneistoffen und anderen Chemikalien verwendet werden. Das Bromderivat kann für die Synthese von Pestiziden und Antihelminthika und aromatischen Retinoiden verwendet werden. Das Chlorderivat kann zur Herstellung von Antikonvulsiva, Fungiziden und Dozapin-Analoga eingesetzt werden.